# ريهويل لوباتو
ريهويل لوباتو (بالهولندية: Rehuel Lobatto) عالم رياضيات هولندي ولد في 6 يونيو 1797 وتوفي في 9 فبراير 1866.

## حياته
ولد ريهويل لوباتو في أمستردام لعائلة يهودية برتغالية من أصول سفارديَة. اشتهرت عائلته بالرياضيات واطلق على عائلته لقب مدرسة لوباتو للرياضيات.

## حياته العلمية والمهنية
درس ريهويل لوباتو الرياضيات تحت إشراف العالم الكبير أدولف كيتيليت. عمل كموظف حكومي لدى الحكومة الهولندية وأصبح سكرتير لجنة إحصائية في عام 1831. في عام 1836 أصبح عضوا في المعهد الملكي سابقاً الأكاديمية الملكية الهولندية للفنون والعلوم. في عام 1842 أصبح مدرسا في مدرسة الفنون التطبيقية دلفت.

## تكريمه
- سميت طريقة التربيع غاوس لوباتو بعد وفاته.